# Губарев, Павел Юрьевич
Па́вел Ю́рьевич Гу́барев (укр. Павло Юрійович Губарєв; род. 10 февраля 1983, Северодонецк, Украинская ССР, СССР) — общественный деятель и один из первых политических лидеров пророссийских сепаратистских протестов на юго-востоке Украины весной 2014 года, в ходе которых объявил себя «народным губернатором» Донецкой области, однако не получил реальной власти. Являлся одним из самопровозглашённых лидеров подконтрольной России Донецкой Народной Республики. Организовал общественную организацию «Народное ополчение Донбасса», отвечал за вербовку людей в Народную милицию ДНР.
До 2014 года был бизнесменом и с самого начала войны на Донбассе оказывал финансовую поддержку сепаратистскому движению. Владеет телеканалом и радиостанцией «Новороссия», а также онлайн-порталом DNR LIVE. Бывший член неонацистского «Русского национального единства».
В марте 2014 года Павел Губарев был арестован СБУ, а позже был освобождён в рамках обмена на офицеров украинских спецслужб. Позже Губарев стал начальником Мобилизационного управления министерства обороны ДНР.
По состоянию на 2022 год, находится под санкциями Евросоюза, США, Великобритании и ряда других стран.

## Ранние годы

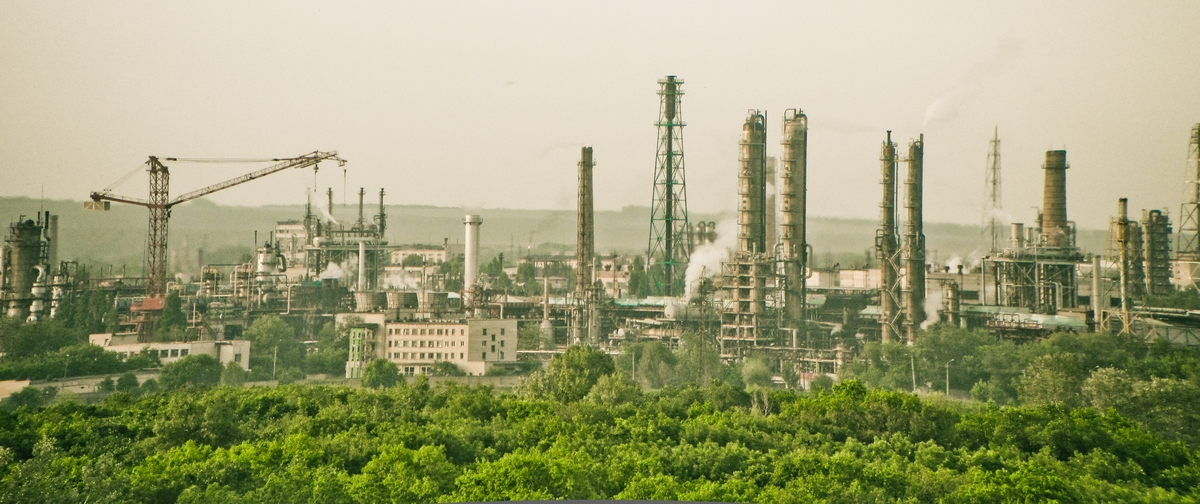
«Северодонецкое объединение Азот», где работали родители Губарева

Павел Юрьевич Губарев родился 10 февраля 1983 года в городе Северодонецке. Его родители работали на градообразующем химическом предприятии «Азот»: отец трудился мастером по механизации, а мать в цехе, производящем сифоны для газированной воды. Семья Губарева была многодетной — 5 детей, причём Павел был старшим. Как часто бывало в советские годы, жизнь семьи была тесно связана с заводом, который дал Губаревым сначала двухкомнатную, а затем трёхкомнатную квартиру. В 1992 году Губаревы должны были получить от завода пятикомнатную квартиру в новом доме, но из-за кризиса этим планам не было суждено сбыться. Распад СССР привёл к тяжёлому кризису и к ухудшению материального положения семьи. Отец Губарева был переведён на мытьё железнодорожных цистерн, а мать стала трудиться в цехе озеленения (одновременно она подрабатывала продавщицей на рынке).
Учился в средней школе № 3 города Северодонецка. В 1997 году поступил в «коллегиум» (школу для одарённых детей с преподаванием на русском языке) Киево-Могилянской академии, который окончил со средним баллом аттестата 4,9. В школе начал работать в мастерской у своего дяди, которая изготовляла входные двери, причём сам Павел писал, что зарабатывал за неделю больше, чем его мать на заводе за месяц. Уже в 16 лет перебрался на съёмную квартиру.
Окончил исторический факультет Донецкого национального университета. Во время обучения, по его словам, руководил неофициальным студенческим клубом «любителей Новороссии». С 2002 года стал донором крови. Кроме того, во время учёбы Губарев подрабатывал сторожем на автостоянке.
В 2007—2008 годах учился в Донецкой академии управления, а с 2009 года проходил обучение в Харьковском региональном институте Национальной академии при президенте Украины по специальности «Государственное управление».
Работал в рекламном бизнесе, учредив рекламное агентство Patison. Эта структура оптом скупала рекламное время и площади и перепродавала их в розницу. В этом качестве Губарев сотрудничал с различными политиками и партиями, обеспечивая их предвыборной агитацией. В 2015 году он написал об этом времени так: «Работали мы и с коммунистами, и с регионалами, на всех зарабатывая». В фирме трудились 80 человек, имелся филиал в Киеве. Губарев зарабатывал от 4 тыс. долларов в месяц, в предвыборный период — до 20 тыс. долларов.
Учредитель компаний «Морозко», занимающейся организацией детских праздников.

## Политическая деятельность
В 1999 году стал участником Русского национального единства и в 1999—2001 годах ездил на военно-полевые сборы этой организации. На этих сборах его и других ребят тренировали российские военнослужащие, прошедшие Чеченскую войну. Позднее в период начала войны на Донбассе в СМИ появятся сообщения о том, что Губарев состоял в Русском национальном единстве. О значении этого периода для своего развития Губарев написал так: «РНЕ вызывает в нас лишь искреннюю благодарность. Без тех сборов не было бы нынешнего Павла Губарева, народного губернатора Донбасса». Деятельность Губарева привлекла внимание украинских властей: в 1999 году в возрасте 16 лет он был допрошен в СБУ по поводу расклейки листовок. В СМИ сообщалось, что в 2004 году Губарев состоял в украинской общественной организации РНЕ, связанной с «Партией регионов». Были опубликованы фотографии участия Губарева в сборах белорусского РНЕ и видеозапись его участия в собрании РНЕ в Ростове.
В 2006 году на выборах мэра Донецка руководил предвыборным штабом кандидата Сергея Бешули, главы Киевского районного совета Донецка. Благодаря Бешуле Губарев сам стал депутатом. В 2006—2007 годах — депутат Куйбышевского районного совета, руководитель фракции Блок Наталии Витренко «Народная оппозиция» в совете. В 2006 году участвовал в протестах против НАТО в Феодосии .
В 2007 году (по его словам — в 2008 году) сложил мандат.
Губарев объяснил отказ от мандата тем, что районный совет был чисто номинальной структурой с мизерным бюджетом, которая практически ничего не решала. В 2010 году был доверенным лицом кандидата в депутаты от партии «Сильная Украина».

### Российско-украинская война
Во время Евромайдана Губарев был активистом антимайдановского движения. 22 февраля он принял участие в Съезде депутатов всех уровней юго-восточных областей Украины (в основном, Харьковской, Донецкой, Луганской областей), города Севастополя и Автономной Республики Крым, созванном в Харькове по инициативе Всеукраинского общественного союза (ВОС) «Украинский фронт». На съезде присутствовала и делегация из России, в которую входили глава комитета Государственной думы по международным делам Алексей Пушков, член Совета Федерации Михаил Маргелов и губернаторы соседних с Украиной субъектов Российской Федерации.
Вернувшись после съезда в Донецк, Губарев, по его словам, начал собирать сторонников, создал и возглавил общественную организацию «Народное ополчение Донбасса». По словам Губарева, финансирование осуществлялось за счёт пожертвований и его собственных средств. Уже 25 февраля в социальных сетях было опубликовано «Обращение Павла Губарева к ополченцам Донбасса», в котором он объявил нелегитимными центральные украинские власти и все законодательные акты, принятые ими после 22 февраля 2014 года, подверг критике городскую администрацию Донецка за её выжидательную позицию и призвал к массовым протестам перед Донецкой областной государственной администрацией.

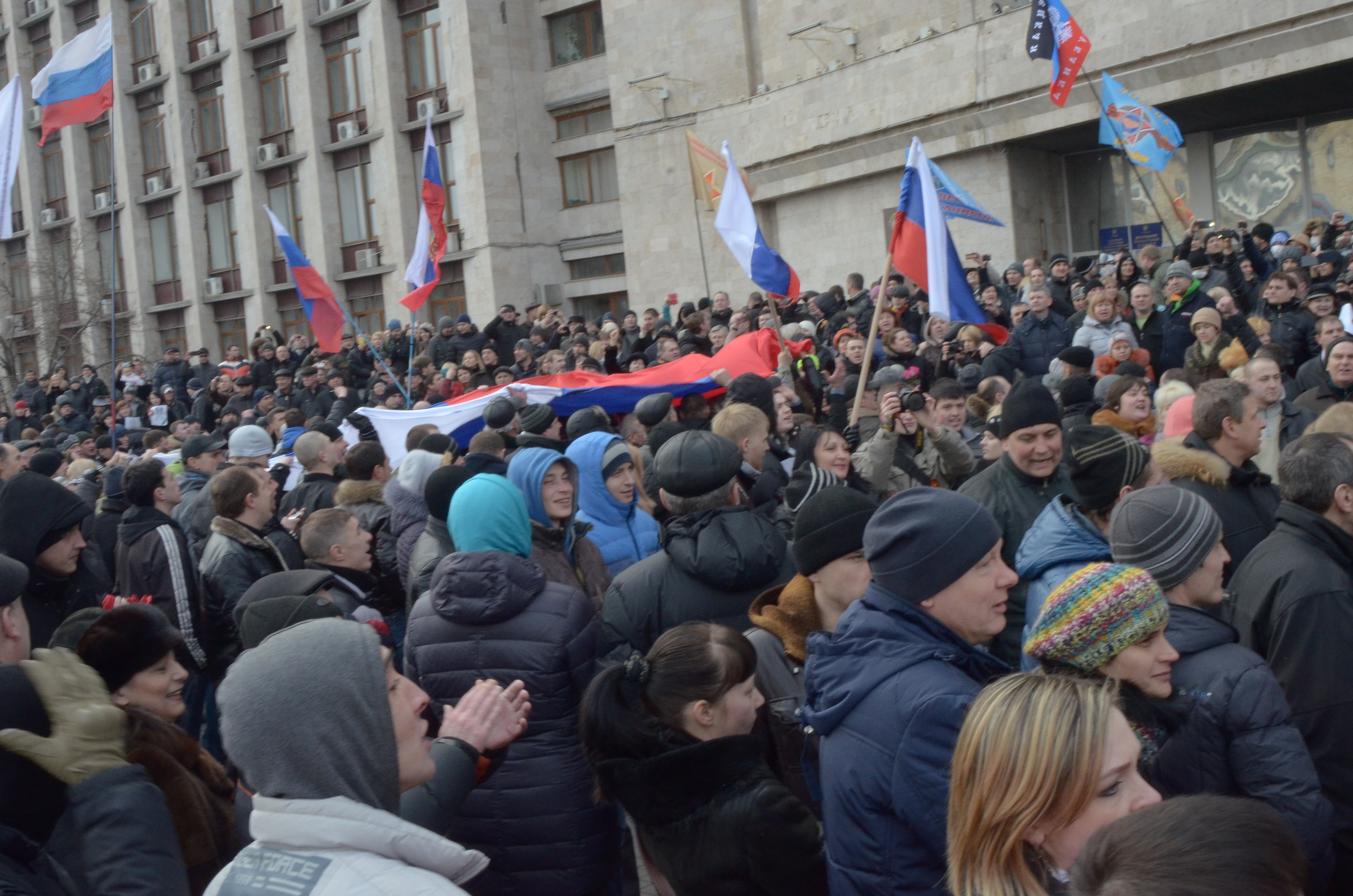
Пророссийский митинг в Донецке 1 марта 2014 года.

28 февраля на сессии Донецкого городского совета, где в повестке дня последним стоял вопрос «О политической обстановке», Губарев с группой сторонников из «Народного ополчения Донбасса» добился права выступить перед депутатами. В своём выступлении он подверг критике «Партию регионов» и зачитал «Ультиматум Народного ополчения Донбасса депутатам Донецкого городского совета».
1 марта 2014 года на митинге пророссийски настроенных граждан в Донецке был избран «народным губернатором» Донецкой области. Сам митинг был, по словам Губарева, организован «Партией регионов» и устроен примерно в 15 минутах ходьбы от здания Донецкой областной государственной администрации. 2 марта 2014 года Губарев отправил жену и детей в Ростов-на-Дону.
3 марта 2014 года состоялась внеочередная сессия Донецкого областного совета, а около Донецкой областной государственной администрации состоялся митинг, на который пришли около полутора тысяч человек. Губарев с группой прошли внутрь. Губарев выступил перед собравшимися депутатами, зачитав им свой ультиматум. Депутаты промолчали, проигнорировав выступление. После этого Губарев и его сторонники вышли к митингующим, призвав их на штурм Донецкой областной государственной администрации и предложил считать Донецкий областной совет нелегитимным органов власти. Затем митингующие во главе с Губаревым ворвались в здание администрации и захватили его, разогнав депутатов. В зале губаревцы объявили о создании Верховного совета Донецкой области. Вечером того же дня Губарев уехал на конспиративную квартиру, а ночью милиция под предлогом сообщения о якобы заложенной в здании бомбе вывела всех его сторонников из здания администрации.
6 марта Губарев был арестован сотрудниками СБУ в квартире в Донецке. Губареву были инкриминированы ч. 1 ст. 109 УК Украины (действия, направленные на насильственную смену или свержение конституционного строя или на захват государственной власти), ч. 2 ст 110 УК Украины (посягательство на территориальную целостность и неприкосновенность Украины) и ст. 341 УК Украины (захват государственных или общественных зданий или сооружений). На следующий день был арестован Шевченковским районным судом Киева на 2 месяца. Впоследствии МИД РФ объявил Павла Губарева политзаключённым.

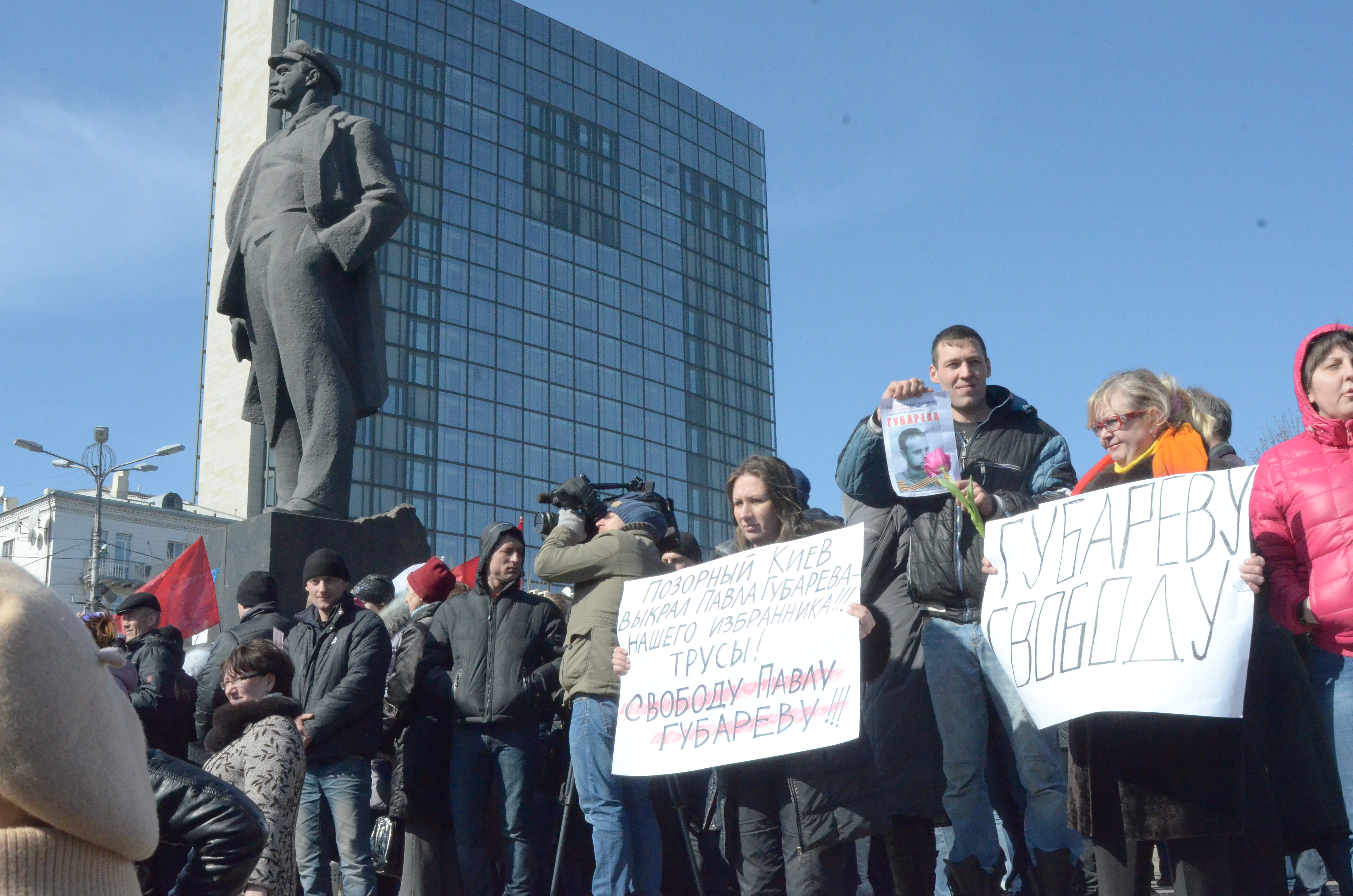
Митинг в Донецке с требованием освободить Губарева. 8 марта 2014 года.

Во время ареста содержался в СИЗО СБУ, где, по его утверждениям, подвергался неоднократным пыткам и издевательствам.
9 марта 2014 года в Донецке прошёл митинг, собравший около 3 тысяч человек, на котором митингующие требовали освободить Губарева. Сторонники Губарева распустили слух о том, что он из-за издевательств впал в кому. В кому Губарев не впадал, но, по его словам, кампания принесла результат в виде того, что с ним стали лучше обращаться: разрешили встречи с адвокатом, передачи. 7 апреля 2014 года была провозглашена ДНР. В этот день с Губаревым встретился начальник СИЗО. После этого условия содержания Губарева улучшились: к нему в камеру поставили телевизор, стали давать книги и газеты.
25 апреля Павел Губарев объявил бессрочную голодовку в знак протеста против «убийств мирных жителей Славянска». Наблюдателям ОБСЕ на Украине было отказано в посещении Губарева, в связи с чем российские представители предположили, что его состояние здоровья резко ухудшилось. 26 апреля 2014 года президент Швейцарии Дидье Буркхальтер сообщил МИД РФ, что ОБСЕ удалось добиться допуска к Губареву и визит может состояться в тот же день.
7 мая 2014 года Павел Губарев, заместитель «народного мэра» Славянска Игорь Перепечаенко и активист из Херсонской области Сергей Злобин были освобождены на блок-посту в Славянске в обмен на трёх офицеров «Альфы»: подполковника Ростислава Кияшко, майора Сергея Потемского и капитана Евгения Варинского, которые были захвачены донецкими сепаратистами 27 апреля. Формально Губарева сначала отпустили 5 мая 2014 года по решению суда под личное поручительство, а потом доставили в Славянск, где передали людям Игоря Стрелкова. Из Славянска Губарев инкогнито уехал в Донецк.
2 июня 2014 года из гранатомета был обстрелян офис Губарева в Донецке в здании бывшей Донецкой обладминистрации. Нападавшие целились в окно кабинета, но промахнулись.
5 июня 2014 года он был объявлен в розыск по подозрению в совершении ряда уголовных преступлений, предусмотренных УК Украины
В июле 2014 года назначен начальником мобилизационного управления министерства обороны ДНР. Это подразделение набирало добровольцев, проводило их медосмотр и отправляло под Славянск (примерно по 30 человек в день) В сентябре сообщил, что оставил этот пост.
12 октября 2014 года около 21:00 часов на Павла Губарева было совершено покушение. Автомобиль Audi Q7, в котором он ехал, был обстрелян на дороге Ростов-на-Дону — Донецк около КПП Мариновка на территории самопровозглашенной ДНР из догнавшего их другого автомобиля, вылетел в кювет и врезался в столб. Губарев получил мелкие локальные контузионные очаги 1-го типа в левой теменной части головы в результате удара машины о столб и был госпитализирован в больницу Ростова-на-Дону в бессознательном состоянии. На следующее утро автомобиля на месте происшествия не оказалось. 10 ноября Губарев был выписан из больницы и прибыл в Донецк в нормальном самочувствии.

### 2015—2018
В январе 2015 года Губарев был похищен из офиса чеченцами и перевезён на базу в Зугрэсе. По словам Губарева, причиной похищения стали якобы его обвинения в адрес главы Чеченской Республики Рамзана Кадырова в организации терактов в Париже. После выяснения всех обстоятельств его вернули домой.
В начале сентября 2015 года появился 24-минутный документальный фильм о П. Губареве «Мой путь».
28 января 2016 года СМИ распространили информацию о назначении Павла Губарева мэром города Ясиноватая. В это время Губарев посетил Ясиноватую, в которой собрался митинг при поддержке «Востока», участники которого не дали Губареву зайти в здание администрации. Через некоторое время — 10 марта 2016 года новым и. о. мэра Ясиноватой вместо Юрия Яненко был назначен Дмитрий Шеховцов.
24 января 2017 года Служба безопасности Украины начала специальное (заочное) расследование в отношении Павла Губарева, подозреваемого по ч. 1 ст. 109 (публичные призывы к изменению и свержению конституционного строя и захвату государственной власти), ч. 2 ст. 110 (умышленные действия с целью изменения границ территории и государственной границы Украины), ч. 1 ст. 258-3 (создание и управление террористической организацией) и ч. 1 ст. 294 (организация массовых беспорядков) Уголовного кодекса Украины.
В 2018 году подал документы в ЦИК с целью участвовать в выборах главы ДНР, но позже он был отстранён от выборов за якобы недействительные подписи в его поддержку.

### Вторжение России на Украину (2022)
Участвовал в вторжении России в Украину в качестве наводчика зенитного орудия. В октябре в интервью российскому военному корреспонденту заявил, что воюющие на стороне российской армии убьют столько украинцев, сколько нужно: 
Убьём миллион, пять миллионов. Хоть всех истребим, пока вы не поймёте, что вы бесноватые и вам надо лечиться.
В 2023 году стал членом Клуба рассерженных патриотов — организации Игоря Стрелкова, которая выступает в поддержку вторжения России в Украину и критикует российские власти за неумелое ведение боевых действий. 21 июля 2023 года был задержан, когда вышел с одиночным пикетом к зданию суда, где арестовывали Стрелкова по обвинению в экстремизме.

## Санкции
26 июня 2015 года был включён в санкционный список ЕС «за вербовку людей в вооруженные силы сепаратистов» и подрыв территориальной целостности и независимости Украины. Ему, как и остальным фигурантам списка, запрещён въезд в ЕС, а их счета в европейских банках, если такие существуют, будут заморожены.
6 августа 2014 года попал под санкции Канады, 9 декабря 2014 года под санкции Японии, 19 декабря 2014 года был включен в санкционные списки США.
После вторжения России на Украину, внесён в санкционные списки Новой Зеландии.
Также находится в санкционных списках Великобритании, Швейцарии, Украины и Австралии.

## Увлечения
По словам Губарева, он много занимался спортом: в 1996—2000 годах боксом в северодонецком клубе «Скорпион», в 2001—2003 годах кикбоксингом, в 2003—2007 годах тайским боксом. На сборах РНЕ в юности был капитаном команды по регби.

## Семья
- Жена — Екатерина Губарева, была первым министром иностранных дел ДНР с 16 мая по 15 августа 2014 года[56].
- Дети: сыновья Святослав (2008) и Радомир (2010), дочь Милана (2013)[11].

## Награды
- Международная литературно-медийная премия имени Олеся Бузины (2016[57])

## Сочинения
- Губарев П. Факел Новороссии. — М.: Питер, 2016. — 413 с. — ISBN 978-5-496-02041-1.